# Potrzeba
Potrzeba psychiczna, motyw – stan osoby doznającej poczucia niespełnienia (napięcie motywacyjne), czyli frustracji potrzeb, działając jako czynnik  skłaniający jednostkę do podejmowania aktywności, które mogą tę potrzebę zaspokoić. Inaczej jest to odczuwalny brak czegoś, który powoduje, że podejmuje się działania zmierzające do likwidacji tego braku.
Pojęcie potrzeba jest wyrażeniem mylnie używanym zamiennie z pojęciami popęd bądź instynkt.

## Hierarchia potrzebMaslowa
- Potrzeby fizjologiczne
  - potrzeba jedzenia,
  - potrzeba odpoczynku,
  - potrzeba przyjemnych doznań zmysłowych,
  - potrzeby seksualne.
- Potrzeby bezpieczeństwa wyrażają się unikaniem tego, co  może przynieść śmierć lub cierpienie
  - potrzeba zależności,
  - potrzeba opieki i oparcia,
  - potrzeba braku lęku,
  - potrzeba ładu.

- Potrzeby afiliacji (przynależności i miłości, akceptacji, afirmacji); ich zaspokojenie rzutuje na sposób widzenia świata, występują w dążeniach przezwyciężenia osamotnienia, alienacji

- Potrzeby szacunku i uznania
  - potrzeba potęgi,
  - potrzeba wyczynu,
  - potrzeba wolności,
  - potrzeba respektu i uznania innych,
  - potrzeba dobrego statusu społecznego,
  - potrzeba sławy,
  - potrzeba dominacji

- Potrzeby samorealizacji
  - dążenie do rozwoju możliwości
  - dążenie do realizacji celu

Maslow wyróżnia także potrzeby: poznawczą i estetyczną.

## Koncepcja potrzebMurraya
Murray określa potrzebę jako działającą w mózgu siłę fizykochemiczną, która organizuje percepcję, i określone grupy reakcji autonomicznych, słownych i motorycznych, wyobrażeniowych w celu zmiany sytuacji napięcia.

### Cechy potrzeb
- subiektywne
- nieograniczone pod względem rozwoju
- ograniczone w swej pojemności w danym czasie
- substytucyjne
- komplementarne
- zmieniają się w przestrzeni pod wpływem uwarunkowań społecznych
- stale się odradzają

### Typy potrzeb
Murray wyróżnił 27 potrzeb psychicznych:
- potrzebę bezpieczeństwa jako tendencję do unikania psychicznego urazu
  - ze strony innych
  - we własnych oczach
- potrzebę poniżania się
- potrzebę wyczynu
- potrzebę stowarzyszenia się, afiliacji
- potrzebę agresywności
- potrzebę autonomii
- potrzebę kompensacji
- potrzebę uległości
- potrzebę usprawiedliwiania się
- potrzebę dominowania
- potrzebę uzewnętrzniania swojej osobowości i ekshibicjonizmu
- potrzebę żywienia i opiekowania się
- potrzebę porządku
- potrzebę zabawy
- potrzebę odrzucania i izolacji
- potrzebę przyjemnych doznań zmysłowych
- potrzebę seksualną
- potrzebę doznawania opieki i oparcia
- potrzebę rozumienia
- potrzebę nabywania
- potrzebę poznawczą
- potrzebę tworzenia
- potrzebę informowania innych
- potrzebę doznawania aprobaty i uznania ze strony innych
- potrzebę zatrzymywania

Murray nie uważał, że jest to zamknięta, wyczerpana lista potrzeb jednostki. Każda jednostka według niego charakteryzuje się również potrzebami indywidualnymi, niepowtarzalnymi. Jest to typowe dla podejścia idiograficznego w psychologii, którego zwolennikiem był Murray.
Strukturę potrzeb wg tego podziału bada projekcyjny test apercepcji tematycznej Murraya – TAT (ang. Thematic Apperception Test).

## Struktura potrzeb w ujęciu Obuchowskiego
Obuchowski określa potrzebę jako właściwość polegającą na tym, że bez określonego przedmiotu lub określonej osoby nie można normalnie funkcjonować.
- potrzeby samozachowania
- potrzeby fizjologiczne
- potrzeby orientacyjne:
  - potrzeba poznawcza
  - potrzeba kontaktu emocjonalnego
  - potrzeba sensu życia
- potrzeby rozmnażania
- potrzeby seksualne.

## Potrzeba jako kategoria ekonomiczna
Potrzeba jest jedną z centralnych kategorii ekonomicznych. Występowanie potrzeb rozumianych jako subiektywnie odczuwana rozbieżność pomiędzy status quo a stanem pożądanym jest najważniejszym motywem podejmowania procesu gospodarowania, polegającego na przekształcaniu zasobów w dobra ekonomiczne, które służą zaspokajaniu potrzeb.
Znaczenie subiektywnych potrzeb jednostki jako punktu wyjścia analizy ekonomicznej zostało po raz pierwszy dostrzeżone przez austriacką szkołę psychologiczną.

## Potrzeby ludzkie
Potrzeby ludzkie to przejaw zależności człowieka od otoczenia. Część z nich ma charakter obiektywny – jak potrzeba pożywienia. Potrzeby obiektywne pociągają za sobą kształtowanie się potrzeb subiektywnych – skomplikowanego systemu zmian, jakie zachodzą w człowieku w sytuacji, gdy jego potrzeby obiektywne nie są zaspokojone. Brak zaspokojenia potrzeby wprowadza jednostkę w stan napięcia psychicznego, stanowiącego często motyw do działania w kierunku zaspokojenia potrzeby.
Potrzeby biologiczne są związane ze strukturą organizmu ludzkiego; ich zaspokojenie jest niezbędne do utrzymania organizmu przy życiu. Potrzeby społeczne odzwierciedlają fakt zależności człowieka od innych ludzi – potrzeba miłości, uznania, przynależności do grupy. Potrzeby kulturalne są wyrazem zależności człowieka od wytworów kultury materialnej (potrzeba mieszkania, lodówki, samochodu) a także wytworów kultury duchowej (potrzeba książki, filmu, sztuki teatralnej). Potrzeby instrumentalne są związane z realizacją określonych celów czy wykonywaniem pewnych zadań (potrzeba młotka do wbicia gwoździa); znikają w momencie osiągnięcia celu.